# Amalekici
Amalekici – koczownicze plemię semickie lub związek plemion opisywane w Biblii. Tradycja przyjmuje za jego protoplastę Amaleka, wnuka Ezawa. Lud zamieszkiwał północną część Półwyspu Synaj oraz Negeb na południu Kanaanu. Amalekici podstępnie zaatakowali Izraelitów podczas wędrówki z Egiptu do Ziemi Obiecanej, a przez następne kilkaset lat od czasu do czasu toczyli z nimi walki, aż do swej całkowitej zagłady lub rozproszenia i zmieszania się z innymi plemionami. W literaturze rabinicznej stanowią symbol narodów wrogich Żydom.

## Rodowód i miejsce zamieszkania
Rodowód Amalekitów tradycyjnie wywodzi się od Amaleka, syna Elizafa i Timny, a wnuka Ezawa. Jednak o ziemi Amalekitów Księga Rodzaju wspomina jeszcze przed przyjściem na świat Ezawa, opisując wojnę króla Elamu, Kedorlaomera, z miastami Pentapolis. Polskie przekłady Biblii różnią się w tłumaczeniu wersetu Rdz 14,7 – jedne mówią o „pobiciu Amalekitów na całej ich ziemi” inne o „zniszczeniu całego kraju Amalekitów”, co nie musi oznaczać, że Amalekici byli ówczesnymi mieszkańcami tego kraju. Na dawniejsze pochodzenie Amalekitów może wskazywać proroctwo Baalama, określające ich jako „pierwszy z narodów”. Encyklopedia kościelna wskazuje również na brak zauważalnych związków pomiędzy Amalekitami a Edomitami. Protoplasta Amalekitów nie jest jednak wymieniony w rozdziale 10 Księgi Rodzaju wśród potomków Noego. Według Józefa Flawiusza od Amaleka, który osiedlił się w Gobolitis, pochodzi imię krainy amalekickiej.
Izraelici napotkali Amalekitów w Refidim, niedaleko góry Synaj. Jednocześnie Księga Rodzaju wymienia jako ich miejsce zamieszkania południowy Kanaan. Wnioskuje się z tego, że Amalekici kontrolowali półwysep Synaj, a co najmniej jego północną część. Ziemią Kanaanu zamieszkiwaną przez Amalekitów wydaje się być Negeb. 1 Księga Samuela 15,7 mówi o „pobiciu Amalekitów” od Chawila aż do Szur. Jeśli Chawila byłoby tym samym miejscem, o którym mowa w biblijnym opisie Edenu (Rdz 2,11), znaczyłoby to, że Amalekici zamieszkiwali ziemie na wschód od Kanaanu, niemające nic wspólnego z Edomem. Dlatego Julius Wellhausen sugeruje raczej nazwę Telam (miejscowość w Judzie), obecną w 1 Sm 27,8. Sdz 12,15 mówi także o istnieniu góry (lub pogórza) Amalekitów w środkowym Kanaanie, na terytorium pokolenia Efraima. Według Józefa Flawiusza Amalekici zamieszkiwali Gobolitis i Petrę. Flawiusz uznaje również kraj Amalekitów za część Edomu, czemu przeczy Encyklopedia kościelna.

## Walki Amalekitów z Izraelitami
Biblia opisuje kilka konfliktów zbrojnych pomiędzy Amalekitami a Izraelitami na przestrzeni kilkuset lat.
Walki podczas Exodusu
Pierwszy odnotowany konflikt pomiędzy Amalekitami a Izraelitami miał miejsce podczas wyjścia Izraelitów z Egiptu. Amalekici zaatakowali tyły pochodu zmęczonych podróżą Izraelitów. Doszło do bitwy, w której wojska izraelskie z Jozuem na czele pokonały Amalekitów dzięki modlitwie Mojżesza. Jahwe zapowiedział zagładę Amalekitów i wezwał Izrael do wytępienia ich, gdy Izrael dozna pokoju od swoich nieprzyjaciół.
Za drugim razem Izraelici ponieśli klęskę od Amalekitów, jednak było to wynikiem nieposłuszeństwa wobec Jahwe i Mojżesza. Izraelici obawiali się ludów Kanaanu i planowali powrót do Egiptu, za co Jahwe dotknął ich zarazą. Izraelici zrozumieli swój błąd, jednak postanowili od razu wkroczyć do Ziemi Obiecanej nie bacząc na to, że Bóg postanowił śmierć tego pokolenia na pustyni i wkroczenie do Kanaanu dopiero ich potomków. Samowolna wyprawa Izraelitów, w której nie brał udziału Mojżesz i nie zabrano na nią Arki Przymierza, poniosła dotkliwą porażkę pod Chorma.
Okres sędziów
Amalekici dwukrotnie prowadzili wojny z Izraelem podczas okresu sędziów. Po raz pierwszy sprzymierzyli się z Ammonitami oraz królem Moabu, Eglonem, od którego Izrael był zależny przez 18 lat, a pokonany został przez sędziego Ehuda. Drugim razem, w koalicji z Midianitami i nieznanym ludem ze Wschodu, dopuszczali się licznych napadów rabunkowych na Izrael, odbierając mieszkańcom środki do życia. Pokonani zostali w cudowny sposób przez Gedeona.
Wojna króla Saula

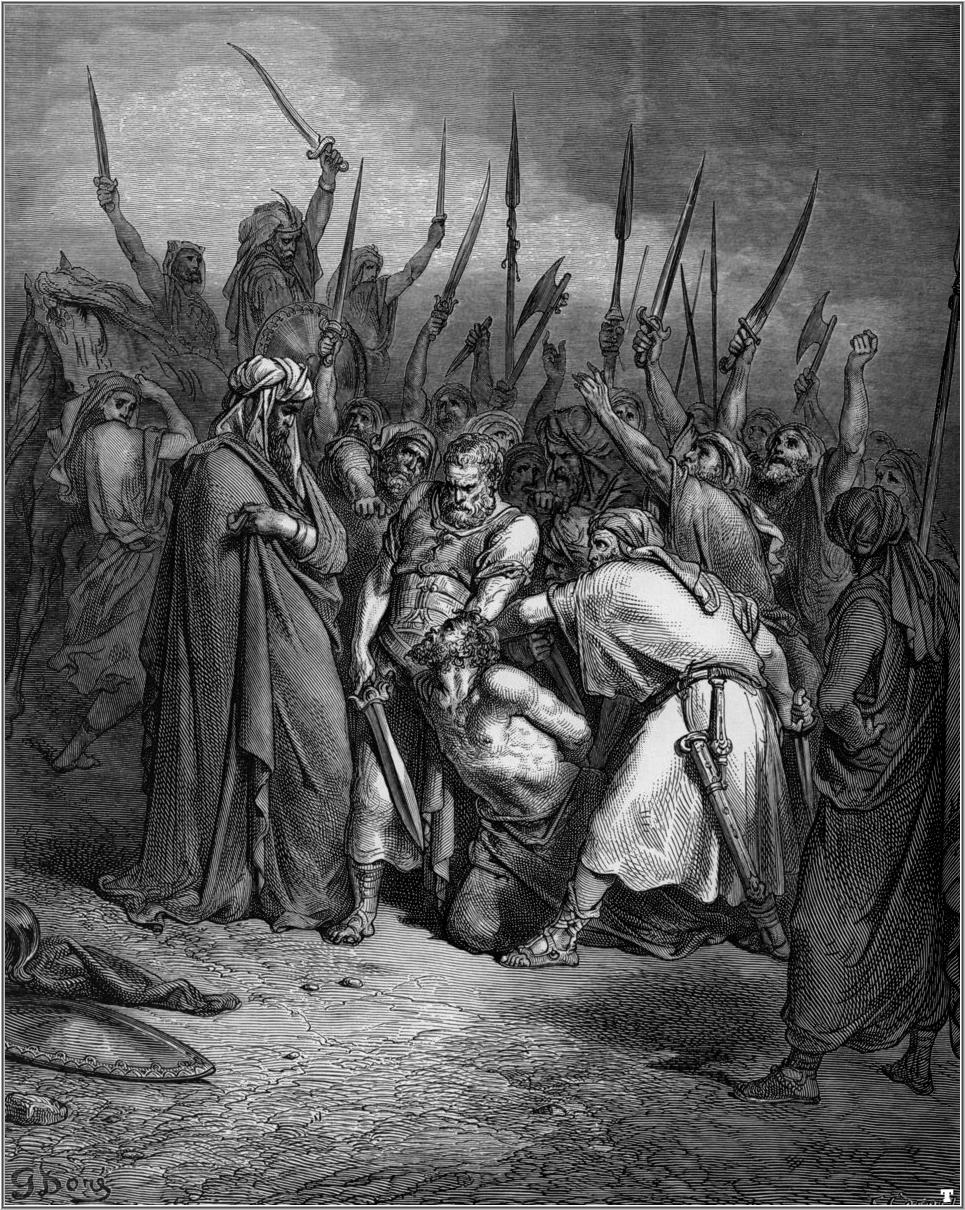
Śmierć Agaga – ilustracja Gustave’a Doré

W okresie rządów króla Saula Jahwe wezwał Izraelitów do realizacji nałożonego na nich zobowiązania wytępienia Amalekitów. Mieli nie oszczędzać nikogo, a także zabić wszystkie należące do nich zwierzęta. Saul zaatakował stolicę Amalekitów i wybił jej mieszkańców, jednak oszczędził najcenniejsze zwierzęta oraz króla Agaga. Z powodu tego nieposłuszeństwa Jahwe postanowił pozbawić Saula tronu, co zostało przepowiedziane przez proroka Samuela. Również Samuel zabił Agaga, ćwiartując go na kawałki.
Walki Dawida
Dawid prowadził walki z Amalekitami podczas swej pozornej służby dla króla Gat, Akisza. Dawid napadał ich i nikogo nie pozostawiał przy życiu, by nie wyszło na jaw, że prowadzi walki z nimi, a nie z Judejczykami, jak mówił Akiszowi.
W tym czasie Amalekici napadli na Siklag, gdzie mieszkał Dawid i jego zwolennicy, złupili i podpalili miasto oraz wzięli do niewoli pozostawione w mieście kobiety, w tym dwie żony Dawida (Dawid i jego ludzie w tym czasie wracali z obozu Filistynów, którzy prowadzili wojnę z Izraelem). Dawid rozpaczał, a ludzie chcieli go ukamienować, jednak otrzymał od Jahwe zapewnienie, że dogoni napastników. Wraz z sześciuset ludźmi ruszył do pościgu, jednak dwustu odłączyło się z powodu zmęczenia. Pozostali skorzystali z pomocy egipskiego niewolnika Amalekity, odnaleźli obóz wrogów i zaatakowali go z zaskoczenia. Uciec zdołało jedynie czterystu młodzieńców. Dawid odzyskał wszystkich jeńców oraz zdobył wielkie łupy, z których część posłał do mieszkańców Judy, a część równo podzielił pomiędzy swoich zwolenników (również tych, którzy odłączyli się od niego).
Czasy króla Ezechiasza
Za rządów króla Ezechiasza pięciuset ludzi z pokolenia Symeona wytępiło pozostałych Amalekitów, którzy mieszkali w owym okresie w górach Seir.

## Inne odniesienia biblijne
Prorok Balaam nazywa Amalekitów „pierwszym z narodów”, jednocześnie przepowiadając ich zagładę.
5 Rozdział Księgi Sędziów zawiera pieśń prorokini żydowskiej, Debory. Tekst masorecki w wersecie 5,14 mówi o „wyjściu korzenia Efraima przeciwko Amalekowi”, jednak Septuaginta zamiast „Amalek” zawiera słowo „dolina” (hebr. „emek”), co powtarza większość polskich przekładów (z wyjątkiem Biblii gdańskiej).
Amalekitą był człowiek, który zawiadomił Dawida o śmierci Saula i Jonatana oraz przyniósł królewski diadem i naramiennik. Twierdził on, że dobił rannego króla (choć według relacji 1 Księgi Samuela popełnił on samobójstwo). Dawid zabił go za zabójstwo pomazańca Pańskiego.
Amalekici wymieniani są wśród narodów podbitych przez króla Dawida.
Jeden z bohaterów Księgi Estery, planujący zagładę Żydów Haman, nazywany jest Agagitą, co wskazuje na jakiś rodzaj związku z zabitym przez Samuela królem amalekickim Agagiem.
Psalm 83 w wersecie 8 wymienia Amaleka wśród narodów, które zawierają przymierze przeciwko Izraelowi.

## Obraz Amalekitów w źródłach pozabiblijnych
Judaizm
W literaturze rabinicznej Amalekici stali się typem narodu wrogiego Żydom. W pochodzących z pierwszego wieku tanaickich hagadach Amalek, obok Edomu, był jednym z określeń Rzymu. Po II wojnie światowej termin Amalek odnoszony jest do Hitlera. Obecnie niektórzy rabini wiążą z Amalekitami Palestyńczyków bądź ogólniej Arabów i uważają, że dotyczy ich biblijny nakaz wytępienia Amalekitów.
Baal Szem Tow stosował nazwę Amalek na określenie siły wzbudzającej w człowieku wątpliwości w słuszność postępowania Boga.
Do Amalekitów odnoszą się trzy z 613 przykazań uznawanych przez ortodoksyjny judaizm:
- dwa nakazy – zniszczenia Amalekitów i pamiętania o potwornych czynach Amalekitów (nr 188. i 189. według klasyfikacji Rambama)[31];
- jeden zakaz – zakaz zapomnienia o czynach Amalekitów (nr 59.)[32].

Józef Flawiusz
Według żydowskiego historyka Józefa Flawiusza Amalekici byli najbardziej wojowniczym spośród ludów zamieszkujących Półwysep Synaj. Mieli oni rozesłać posłów do innych ludów z wezwaniem walki z Hebrajczykami, by zniszczyć w zarodku poważne zagrożenie. Atak dobrze przygotowanych do walki Amalekitów był dla Izraelitów całkowitym zaskoczeniem, jednak Mojżesz wzywał do ufności Bogu. Hebrajczycy uznali jednak wynik bitwy za wynik własnego bohaterstwa i popadli w pychę. Zdaniem Józefa Hebrajczycy nie ponieśli w bitwie pod Refidim żadnych strat, natomiast Amalekici stracili wielu wojowników. Uważał również, że po zwycięskiej wojnie z Edomitami, Amazjasz rozpoczął kult bożków pokonanych przez siebie Amalekitów.
Literatura arabska
W literaturze arabskiej istnieje wiele opowieści na temat Amalekitów, którym przypisywano władanie Arabią oraz okolicznymi krajami, np. Egiptem. Theodor Nöldeke wykazał ich w pełni fikcyjny charakter. Arabskie podania wywodziły pochodzenie Amalekitów od Chama, wskazując na ich pokrewieństwo z Kananejczykami.
Na podstawie arabskich podań o inwazji Amalekitów na Egipt, Immanuił Wielikowskij utożsamiał Amalekitów z Hyksosami.

## Amalekici według współczesnej krytyki biblijnej
Współcześni krytycy biblijni uważają, że rodowód Amaleka miał wyjaśniać związek pomiędzy Amalekitami a Edomitami, przy jednoczesnym wyjaśnieniu niższości tego pierwszego plemienia (jako wywodzącego swój rodowód od nałożnicy Timny). Fragmenty Księgi Sędziów mówiące o udziale Amalekitów w wyprawie Midianitów są uważane za glosy. Egipskie, asyryjskie i babilońskie źródła nie wspominają o Amalekitach, dlatego Hugo Winckler uważał ich za lud mityczny – jest to jednak pogląd odosobniony.
Zdaniem Hansa-Christopha Schmitta biblijny opis bitwy pod Refidim nie odnosi się do żadnego wspomnienia z wczesnej historii Izraela. Tekst jest autorstwa redaktora deuteronomistycznego i pochodzi z okresu wygnaniowo-powygnaniowego. Stanowi on opowiadanie pouczające, zgodnie z którym Izrael w konfrontacji z wrogami polegać nie może na sile militarnej, a jedynie na mocy Bożej, okazywanej dzięki modlitwie. Według Volkmara Fritza sformułowany zgodnie z ideologią świętej wojny werset Wj 17,16 może pochodzić z wcześniejszego okresu, niż sam opis bitwy.
Według Waltera Dietricha opis wojny z Amalekitami w 1 Sm 15 nie jest opisem historycznym, ale teologicznym, i powstawał w czasach, gdy Amalekici nie istnieli już jako lud. W kontekście Wj 17,8-16 Amalekici jawią się w nim jako wrogowie, którzy fundamentalnie zagrozili egzystencji Izraela, gdy ten znajdował się na pustyni. Dla autora tekstu stanowią więc niejako uosobienie sił przeciwnych Izraelowi, zagrażającej mu mocy zła, którą należy bezwzględnie zniszczyć. W odróżnieniu od tego, opis 1 Sm 30 ma charakter całkowicie świecki i przedstawia walkę z Amalekitami jako konsekwencję rabunkowego najazdu.
Zdaniem Volkmara Fritza biblijny negatywny stosunek wobec Amalekitów opiera się na doświadczeniach z okresu królestwa. Według Hansa Andreasa Tannera można podejrzewać, że w okresie przedpaństwowym Amalekici byli wrogiem, z którym plemię Judy wielokrotnie toczyło walki o pastwiska i źródła u swych południowych granic. Na podstawie tych wspomnień, w okresie, gdy Amalekici już nie istnieli, stali się oni symbolem wrogości wobec Izraela.